# Чорниця
Чорниця (Vaccínium) — рід вічнозелених і листопадних чагарників, напівчагарників та чагарничків (зрідка дерев, ліан) родини Вересові (Ericaceae). Більшість видів — з Північної півкулі, але деякі види трапляються і в Південній. Згідно з Plants of the World Online рід налічує 442 види.
До цього роду належать багато цікавих та корисних для людини рослин — брусниця, чорниця високоросла, лохина звичайна, журавлина, чорниця. Ягоди цих видів їстівні та мають ряд цінних властивостей. Деякі види заради їстівних ягід культивуються, у тому числі у промисловому масштабі (у першу чергу це відноситься до журавлини великоплідної та лохини високорослої). У медичних цілях використовуються й інші частини рослин — наприклад, листя брусниці та чорниці. Деякі рослини знаходять застосування у декоративному садівництві.

## Назва
Наукова назву роду взято з класичної латини: у Плінія Старшого слово vaccinium зустрічається як назва рослини («тип ягоди»; можливо, малася на увазі чорниця; лат. bacca — ягода) . Зрідка наводиться версія, що назва Vaccinium походить від латинського слова vacca — корова (vaccinus — коров'ячий) та пояснюється корисними властивостями ягід, порівнянними з користю від корови у господарстві.
Синоніміка вакциніуму включає такі назви:
- Hornemannia Vahl (1810)
- Hugeria Small (1903)
- Neojunghuhnia Koord. (1909)
- Oxycoccus Hill(інші мови) (1756)
- Rigiolepis Hook.f. (1873)

| |
| Брусниця (Vaccinium vitis-idaea). Ботанічна ілюстрація з книги К. А. М. Ліндман «Bilder ur Nordens Flora», 1917 — 1926. 1 — пагони з квітками, 2 — ягоди, 3 — квітка в розрізі, 4 — тичинка (видно два роги, характерні для всіх вересових). |

|                                |
| Vaccinium sp.: діаграма квітки |

## Поширення
Природний ареал переважної більшості видів — регіони з холодним та помірним кліматом Північної півкулі; є види, які ростуть в Андах, а також тропічні види, поширені на Гавайських островах, на Мадагаскарі, у Південній Африці.
Рослини, що представляють цей рід, ростуть здебільшого на відкритих просторах або у світлих лісах, віддають перевагу кислим ґрунтам. Деякі види пристосувалися до життя на сфагнових болотах: наприклад, лохина звичайна, представники підроду Журавлина. Деякі види вакциніуму утворюють суцільні зарості: наприклад, чорниця звичайна — у субальпийському поясі Карпат, журавлина на сфагнових болотах.

## Біологічний опис
Представники роду — зазвичай чагарники або чагарнички, зрідка невеликі дерева. Трапляються і незвичайні життєві форми: наприклад, чорниця лавролиста (Vaccinium laurifolium) є напівепіфітом — свій розвиток цей вид починає як епіфіт, але коли звисаюче коріння досягає поверхні, рослина починає рости, як звичайна наземна рослина та досягає у висоту 5 м, тулячись при цьому стовбуром до того дерева, на якому почала рости.
Кореневище зазвичай довге, шнуроподібне, на ньому знаходяться численні кущики. У чорниці звичайної кореневище має довжину до 3 м, у деяких представників роду довжина кореневища сягає 10 м. Як і для інших вересових, для вакциніуму характерна мікориза — взаємовигідне співжиття коренів рослини з міцелієм грибів.
Пагони прямостоячі або сланкі.
Листки можуть як опадати на зиму, так і зимувати; краї як з рівними краями, так і з зубчастими; адаксіальний (верхній) бік листа — яскраво-зелений, абаксіальний (нижній) бік — різного забарвлення, від яскраво-зеленого до білого. У молодому віці листки іноді червоні, восени у деяких видів також червоніють (наприклад, у чорниці високорослої); часто шкірясті. У деяких видів листя згортається в трубочку при настанні посушливого періоду: зокрема, таку властивість має брусниця.
Квітки з подвійною оцвітиною. Віночок більшою чи меншою мірою зрослопелюстковий, у видів з підроду Вакциніум має дзвоникоподібну, (келихоподібну або діжкоподібну) форму; у видів з підроду Журавлина повністю розвинена квітка нагадує квітку цикламена (Cyclamen): пелюстки загинаються. Забарвлення пелюсток — від білого до яскраво-червоного. Квітки частіше чотиричленні, рідше п'ятичленні (при тому, що у більшості вересових квітки п'ятичленні). Кількість тичинок — вдвічі більше, ніж часток віночка. Тичинки вільні, двогніздові; як і в інших вересових, з двома «ріжками»; розкриваються парами; пилкові зерна з'єднані по чотири. Квітки двостатеві, але іноді спостерігається явище функціональної одностатевості. Наприклад, для чорниці звичайної характерна слабка протерандрія (дозрівання андроцея раніше ніж гінецея) . Зав'язь нижня. \
Формула квітки: {\displaystyle \ast K_{(5)}\;C_{(5)}\;A_{5+5}\;G_{({\overline {5}})}}\

Запилення відбувається за допомогою комах. Тичинки забезпечені придатками, схожими на роги, при відвідуванні квітки комахами придатки служать важелями, за допомогою яких комахи самі висипають на себе пилок. Плоди утворюються і в разі неможливості перехресного запилення, але лише за умови, що квітки будуть струшуватися; в природі струшування відбувається за допомогою вітру, тому в місцях, захищених від вітру оточуючими рослинами, ягід чорниці та лохини зазвичай менше.
Плід — соковита ягода. Забарвлення стиглих ягід — або червоне, або синє (різних відтінків, від блакитнуватого до темносинього, майже чорного). Для представників роду характерна ендозоохорія — метод поширення насіння, при якому птахи та ссавці поїдають плоди цілком. Насіння, яке знаходиться всередині плодів, пройшовши через травний тракт, виходить неушкодженим разом з екскрементами.
Види вакциніуму є першою ланкою багатьох харчових ланцюгів, зокрема, це харчові рослини для гусениць багатьох видів метеликів.

## Хімічний склад
Хімічний склад добре вивчений у першу чергу в тих видів вакциніуму, які активно використовуються з лікувальною метою.
Одним з найважливіших для медичного застосування компонентів є глікозид арбутин, антисептик сечовивідних шляхів: в організмі він розщеплюється на цукор та гідрохінон, який має бактерицидні властивості. Арбутин знайдений у листі брусниці та чорниці (у брусниці — до 9 %), у ягодах брусниці. Наявністю арбутину (вакциніну) пояснюється гіркуватий смак ягід брусниці та журавлини.
У листі брусниці та чорниці знайдені аскорбінова кислота (у чорниці — до 250 мг%), дубильні сполуки, флавоноїди, тритерпенові сполуки, хінна кислота.
У ягодах брусниці, журавлини та чорниці знайдені цукри, лимонна, аскорбінова (у брусниці — до 17 мг%) та інші кислоти, глікозиди. У ягодах брусниці та журавлини міститься бензойна кислота, що має антисептичні властивості, у плодах же чорниці її немає, саме цим пояснюється той факт, що ягоди брусниці та журавлини, на відміну від ягід чорниці, можуть тривалий час зберігатися у квашеному вигляді без додавання будь-яких консервантів.
Ягоди чорниці примітні тим, що займають перше місце серед усіх фруктів і ягід за вмістом марганцю.
| |  |  |
| На лівій фотографії: плоди рослин з роду Вакциніум — журавлина, лохина дрібнолиста, чорниця, брусниця (за годинниковою стрілкою, починаючи з верхнього правого кута). У центрі та праворуч — плоди вакциніуму високорослого. |  |  |

## Застосування
|                    |
| Варення журавлини. |

### Застосування в кулінарії
Ягоди дуже багатьох видів вакциніуму їстівні як у сирому, так і у переробленому вигляді, з них готують варення, джеми, желе, сиропи, морси, екстракти, киселі, а також вино.
Для м'ясних страв багатьох європейських, що є також поширеними на американському континенті, кухонь характерне використання брусничного варення, брусничного желе або мочених ягід (журавлини, брусниці) як соусу або гарніру для страв з м'яса та дичини; з моченою брусницею подають і одну з традиційних фінських страв — круп'яні ковбаски (з рисової та перлової крупи).
Журавлиновий джем, який американці називають журавлиновим соусом (англ. cranberry sauce), у США та Канаді традиційно подається з м'ясом індика на День подяки.
Листя брусниці та журавлини можуть вживатися замість чаю.
Ягоди журавлини та чорниці використовуються в харчовій промисловості, а ягоди журавлини — також у лікеро-горілчаному виробництві.

### Медичне застосування
Найвідоміші лікарські рослини роду Вакциніум — чорниця та брусниця.
Чорниця у науковій медицині використовується як в'яжучий засіб, пагони чорниці входять до складу протидіабетичного збору. Ягоди чорниці використовуються як джерело вітамінів, необхідних для нормальної роботи очей.
У брусниці у науковій медицині використовуються листя — їх відвар та настій застосовуються як дезінфікуючий та діуретичний засіб. Унаслідок того, що у брусниці знайдений арбутин (антисептик сечовивідних шляхів), при лікуванні розладів сечовивідної системи використовують витяжку з сухого листя (але при неправильному дозуванні така витяжка може викликати отруєння).

### Культивування

#### Промислове садівництво
Деякі види вакциніуму вирощують у промислових масштабах на спеціальних плантаціях.
Культивування рослин з роду вакциніум почалося з журавлини великоплодої (Vaccinium macrocarpon) на початку XIX століття у США та Канаді. Останнім часом у цих країнах великі площі зайняті під промислові плантації цього виду. За ці роки виведено більше двохсот сортів. Максимальна врожайність журавлинових плантацій — 220 ц/га, середня — 180 ц/га. Особливість журавлини великоплідної, яку вирощують у величезних кількостях у США і Канаді, полягає в тому, що в її плодах є повітряні камери, тому це одна з небагатьох ягід, яка плавають на поверхні води. Це робить збір ягоди істотно менш трудомістким у порівнянні зі звичайним ручним збором: наприкінці сезону чеки з дозрілою ягодою заповнюють водою та пускають спеціальні комбайни, які збивають цю воду, при цьому стиглі ягоди відриваються. після цього зганяють всі ягоди до одного краю чека, де її — чисту та промиту — вичерпують для подальшої переробки.
З 1960-х років у культуру введена і брусниця (Vaccinium vitis-idaea); у першу чергу селекцією цього виду займалися у Швеції, Фінляндії, Німеччині та Нідерландах. Приблизна врожайність промислових плантацій — 70 ц/га.
Ще один вид, широко культивований у промислових масштабах (у першу чергу у США), — чорниця високоросла (Vaccinium corymbosum). Останнім часом її плантації є у США, Західній Європі, Австралії та Новій Зеландії. Світовий врожай чорниці високорослої становить приблизно 50 тисяч тонн на рік. Є також плантації лохини вузьколистої (Vaccinium angustifolium).

#### Аматорське садівництво
Як ягідні культури в аматорському садівництві крім журавлини, брусниці та вакциніуму високорослого використовують також буяхи (Vaccinium uliginosum). За врожайністю цей вид значно поступається вакциніуму високорослому (врожайність буяхів — до 1 кг з куща проти 3 кг з куща у вакциніуму високорослого в умовах Підмосков'я і до 10 кг з куща на батьківщині вакциніуму високорослого, в Північній Америці), але значно перевершує його за морозостійкістю.
Деякі вакциніуми вирощують як декоративні рослини, у першу чергу це стосується низькорослих гарноквітнучих чагарничків, які саджають на рокаріях та альпінаріях: вакциніуму монетчатого (Vaccinium nummularia) та брусниці (Vaccinium vitis-idaea). Трапляються в садах і відносно високі декоративні види — вакциніум високорослий (Vaccinium corymbosum) висотою до 1,8 м, Вакциніум циліндричний (Vaccinium cylindraceum) висотою до 3 м, а також Вакциніум деревоподібний (Vaccinium arboreum) .

#### Агротехніка
Рослини роду вакциніум вирощують на легких, добре дренованих ґрунтах з високим вмістом органічної речовини, що мають високу водоутримуючу здатність та низький рівень pH. Для покращення водних та повітряного-фізичних властивостей ґрунту зазвичай додають кислий верховий торф, подрібнену кору дерев чи перепрілу тирсу.
У культурі рослини роду Вакциніум розмножують вегетативно — вкоріненням зелених чи здерев'янілих живців. Останнім часом поширення набуло розмноження in-vitro та мікроживцюванням.
Щороку, переважно навесні, проводять обрізання, видаляючи пошкоджені та малопродуктивні гілки, щоб сформувати кущі з оптимальним загущенням крони.

## Класифікація

### Таксономічне положення
Раніше рід Вакциніум виділяли в окрему родину Вакциневі, або Брусничні (Vacciniaceae), обґрунтовуючи це насамперед тим, що в рослин цього роду, на відміну від інших вересових, зав'язь верхня, а нижня.
Зараз рід Вакциніум, як і ще більше тридцяти родів, входить до триби Вакцинієві (Vaccinieae) підродини Вакцинієві, або Брусничні (Vaccinioideae) родини Вересові (Ericaceae):
Таксономічна схема
| відділ Квіткові, або Покритонасінні (класифікація згідно з Системою APG II) |                                                                                                  |                                      |                                      |                                      |                                                     |                                      |                                      |                                      | |                                      |                                      |                     | |                     |                     |                     |                                                                                              |                     |                     |  | |  |
|                                                                             | порядок Вересоцвіті                                                                              | порядок Вересоцвіті                  | порядок Вересоцвіті                  | порядок Вересоцвіті                  | порядок Вересоцвіті                                 | порядок Вересоцвіті                  | порядок Вересоцвіті                  | порядок Вересоцвіті                  | порядок Вересоцвіті | порядок Вересоцвіті                  | порядок Вересоцвіті                  | порядок Вересоцвіті | порядок Вересоцвіті | порядок Вересоцвіті | порядок Вересоцвіті | порядок Вересоцвіті | порядок Вересоцвіті                                                                          | порядок Вересоцвіті | порядок Вересоцвіті |  | ще 44 порядки квіткових рослин, з яких до вересоцвітих найбільш близькі Геранієцвіті, Дереноцвіті, Крососомоцвіті та Миртоцвіті |  |
|                                                                             | родина Вересові                                                                                  | родина Вересові                      | родина Вересові                      | родина Вересові                      | родина Вересові                                     | родина Вересові                      | родина Вересові                      | родина Вересові                      | родина Вересові | родина Вересові                      | родина Вересові                      | родина Вересові     | родина Вересові | родина Вересові     | родина Вересові     |                     | ще 25 родин, у тому числі Актинідієві, Бальзамінові, Первоцвітові, Сапотові, Чайні і Ебенові |                     |                     |  | ще 44 порядки квіткових рослин, з яких до вересоцвітих найбільш близькі Геранієцвіті, Дереноцвіті, Крососомоцвіті та Миртоцвіті |  |
|                                                                             | підродина Вакцинієві (Vaccinioideae)                                                             | підродина Вакцинієві (Vaccinioideae) | підродина Вакцинієві (Vaccinioideae) | підродина Вакцинієві (Vaccinioideae) | підродина Вакцинієві (Vaccinioideae)                | підродина Вакцинієві (Vaccinioideae) | підродина Вакцинієві (Vaccinioideae) | підродина Вакцинієві (Vaccinioideae) | підродина Вакцинієві (Vaccinioideae)                                                                                                   | підродина Вакцинієві (Vaccinioideae) | підродина Вакцинієві (Vaccinioideae) |                     | ще сім підродин: Суничникові (роди Суничник, Толокнянка…), Касіопеєві (Касіопея), Під'ялинникові (Алотропа, Грушанка, Зимолюбка, Одноквітка звичайна, Ортілія, Під'ялинник…), Стіфелієві (Змієлисник, Пріонотес, Річе, Епакріс…), Харіманелові (Харіманелла…), Енкіантові (Енкіантус…), Вересові (Верес, Водянка, Рододендрон, Еріка…) |                     |                     |                     | ще 25 родин, у тому числі Актинідієві, Бальзамінові, Первоцвітові, Сапотові, Чайні і Ебенові |                     |                     |  | ще 44 порядки квіткових рослин, з яких до вересоцвітих найбільш близькі Геранієцвіті, Дереноцвіті, Крососомоцвіті та Миртоцвіті |  |
|                                                                             | триба Вакцинієві (Vaccinieae)                                                                    | триба Вакцинієві (Vaccinieae)        | триба Вакцинієві (Vaccinieae)        | триба Вакцинієві (Vaccinieae)        | триба Вакцинієві (Vaccinieae)                       | триба Вакцинієві (Vaccinieae)        | триба Вакцинієві (Vaccinieae)        |                                      | ще чотири триби, у тому числі Гаультерієві (Гаультерія, Хамедафне…), Ліоневі (Пієріс…), Андромедові (Зеновія та Андромеда багатолиста) |                                      |                                      |                     | ще сім підродин: Суничникові (роди Суничник, Толокнянка…), Касіопеєві (Касіопея), Під'ялинникові (Алотропа, Грушанка, Зимолюбка, Одноквітка звичайна, Ортілія, Під'ялинник…), Стіфелієві (Змієлисник, Пріонотес, Річе, Епакріс…), Харіманелові (Харіманелла…), Енкіантові (Енкіантус…), Вересові (Верес, Водянка, Рододендрон, Еріка…) |                     |                     |                     | ще 25 родин, у тому числі Актинідієві, Бальзамінові, Первоцвітові, Сапотові, Чайні і Ебенові |                     |                     |  | ще 44 порядки квіткових рослин, з яких до вересоцвітих найбільш близькі Геранієцвіті, Дереноцвіті, Крососомоцвіті та Миртоцвіті |  |
|                                                                             | рід Вакциніум                                                                                    | рід Вакциніум                        | рід Вакциніум                        |                                      | ще більше 30 родів, у тому числі Агапетес, Кавендіш |                                      |                                      |                                      | ще чотири триби, у тому числі Гаультерієві (Гаультерія, Хамедафне…), Ліоневі (Пієріс…), Андромедові (Зеновія та Андромеда багатолиста) |                                      |                                      |                     | ще сім підродин: Суничникові (роди Суничник, Толокнянка…), Касіопеєві (Касіопея), Під'ялинникові (Алотропа, Грушанка, Зимолюбка, Одноквітка звичайна, Ортілія, Під'ялинник…), Стіфелієві (Змієлисник, Пріонотес, Річе, Епакріс…), Харіманелові (Харіманелла…), Енкіантові (Енкіантус…), Вересові (Верес, Водянка, Рододендрон, Еріка…) |                     |                     |                     | ще 25 родин, у тому числі Актинідієві, Бальзамінові, Первоцвітові, Сапотові, Чайні і Ебенові |                     |                     |  | ще 44 порядки квіткових рослин, з яких до вересоцвітих найбільш близькі Геранієцвіті, Дереноцвіті, Крососомоцвіті та Миртоцвіті |  |
|                                                                             | два підроди з загальним числом видів близько 450; серед них: брусниця, буяхи, журавлина, чорниця |                                      |                                      |                                      | ще більше 30 родів, у тому числі Агапетес, Кавендіш |                                      |                                      |                                      | ще чотири триби, у тому числі Гаультерієві (Гаультерія, Хамедафне…), Ліоневі (Пієріс…), Андромедові (Зеновія та Андромеда багатолиста) |                                      |                                      |                     | ще сім підродин: Суничникові (роди Суничник, Толокнянка…), Касіопеєві (Касіопея), Під'ялинникові (Алотропа, Грушанка, Зимолюбка, Одноквітка звичайна, Ортілія, Під'ялинник…), Стіфелієві (Змієлисник, Пріонотес, Річе, Епакріс…), Харіманелові (Харіманелла…), Енкіантові (Енкіантус…), Вересові (Верес, Водянка, Рододендрон, Еріка…) |                     |                     |                     | ще 25 родин, у тому числі Актинідієві, Бальзамінові, Первоцвітові, Сапотові, Чайні і Ебенові |                     |                     |  | ще 44 порядки квіткових рослин, з яких до вересоцвітих найбільш близькі Геранієцвіті, Дереноцвіті, Крососомоцвіті та Миртоцвіті |  |
|                                                                             |                                                                                                  |                                      |                                      |                                      | ще більше 30 родів, у тому числі Агапетес, Кавендіш |                                      |                                      |                                      | ще чотири триби, у тому числі Гаультерієві (Гаультерія, Хамедафне…), Ліоневі (Пієріс…), Андромедові (Зеновія та Андромеда багатолиста) |                                      |                                      |                     | ще сім підродин: Суничникові (роди Суничник, Толокнянка…), Касіопеєві (Касіопея), Під'ялинникові (Алотропа, Грушанка, Зимолюбка, Одноквітка звичайна, Ортілія, Під'ялинник…), Стіфелієві (Змієлисник, Пріонотес, Річе, Епакріс…), Харіманелові (Харіманелла…), Енкіантові (Енкіантус…), Вересові (Верес, Водянка, Рододендрон, Еріка…) |                     |                     |                     | ще 25 родин, у тому числі Актинідієві, Бальзамінові, Первоцвітові, Сапотові, Чайні і Ебенові |                     |                     |  | ще 44 порядки квіткових рослин, з яких до вересоцвітих найбільш близькі Геранієцвіті, Дереноцвіті, Крососомоцвіті та Миртоцвіті |  |
|                                                                             |                                                                                                  |                                      |                                      |                                      |                                                     |                                      |                                      |                                      | ще чотири триби, у тому числі Гаультерієві (Гаультерія, Хамедафне…), Ліоневі (Пієріс…), Андромедові (Зеновія та Андромеда багатолиста) |                                      |                                      |                     | ще сім підродин: Суничникові (роди Суничник, Толокнянка…), Касіопеєві (Касіопея), Під'ялинникові (Алотропа, Грушанка, Зимолюбка, Одноквітка звичайна, Ортілія, Під'ялинник…), Стіфелієві (Змієлисник, Пріонотес, Річе, Епакріс…), Харіманелові (Харіманелла…), Енкіантові (Енкіантус…), Вересові (Верес, Водянка, Рододендрон, Еріка…) |                     |                     |                     | ще 25 родин, у тому числі Актинідієві, Бальзамінові, Первоцвітові, Сапотові, Чайні і Ебенові |                     |                     |  | ще 44 порядки квіткових рослин, з яких до вересоцвітих найбільш близькі Геранієцвіті, Дереноцвіті, Крососомоцвіті та Миртоцвіті |  |
|                                                                             |                                                                                                  |                                      |                                      |                                      |                                                     |                                      |                                      |                                      | |                                      |                                      |                     | ще сім підродин: Суничникові (роди Суничник, Толокнянка…), Касіопеєві (Касіопея), Під'ялинникові (Алотропа, Грушанка, Зимолюбка, Одноквітка звичайна, Ортілія, Під'ялинник…), Стіфелієві (Змієлисник, Пріонотес, Річе, Епакріс…), Харіманелові (Харіманелла…), Енкіантові (Енкіантус…), Вересові (Верес, Водянка, Рододендрон, Еріка…) |                     |                     |                     | ще 25 родин, у тому числі Актинідієві, Бальзамінові, Первоцвітові, Сапотові, Чайні і Ебенові |                     |                     |  | ще 44 порядки квіткових рослин, з яких до вересоцвітих найбільш близькі Геранієцвіті, Дереноцвіті, Крососомоцвіті та Миртоцвіті |  |
|                                                                             |                                                                                                  |                                      |                                      |                                      |                                                     |                                      |                                      |                                      | |                                      |                                      |                     | |                     |                     |                     | ще 25 родин, у тому числі Актинідієві, Бальзамінові, Первоцвітові, Сапотові, Чайні і Ебенові |                     |                     |  | ще 44 порядки квіткових рослин, з яких до вересоцвітих найбільш близькі Геранієцвіті, Дереноцвіті, Крососомоцвіті та Миртоцвіті |  |
|                                                                             |                                                                                                  |                                      |                                      |                                      |                                                     |                                      |                                      |                                      | |                                      |                                      |                     | |                     |                     |                     |                                                                                              |                     |                     |  | ще 44 порядки квіткових рослин, з яких до вересоцвітих найбільш близькі Геранієцвіті, Дереноцвіті, Крососомоцвіті та Миртоцвіті |  |
|                                                                             |                                                                                                  |                                      |                                      |                                      |                                                     |                                      |                                      |                                      | |                                      |                                      |                     | |                     |                     |                     |                                                                                              |                     |                     |  | |  |

Таксономія роду перебуває в стадії розробки. Наприклад, внаслідок генетичних досліджень виявлено, що значне число азійських видів, які зараз включені в рід Вакциніум, знаходяться набагато ближче до видів роду Агапетес (Agapetes), ніж до інших видів роду Вакциніум.

### Підрід та секції
Рід Вакциніум ділиться на два підроди — журавлина (subgen.Oxycoccus) і підрід власне вакциніум (subgen.Vaccinium). До першого підроду належать всього кілька видів, всі інші види належать до другого підроду.
Список підродів та секцій.
- Subg. Oxycoccus
  - Sect.Oxycoccus (види Vaccinium macrocarpon, Vaccinium oxycoccus…)
  - Sect.Oxycoccoides (Vaccinium erythrocarpum)
- Subg. Vaccinium
  - Sect.Batodendron (Vaccinium arboreum…)
  - Sect.Brachyceratium
  - Sect.Bracteata (Vaccinium laurifolium…)
  - Sect.Calcicolus (Vaccinium glaucoalbum…)
  - Sect.Ciliata
  - Sect.Cinctosandra
  - Sect.Conchophyllum (Vaccinium nummularia…)
  - Sect.Cyanococcus (Vaccinium angustifolium, Vaccinium corymbosum…)
  - Sect.Eococcus
  - Sect.Epigynium (Vaccinium vacciniaceum…)
  - Sect.Galeopetalum
  - Sect.Hemimyrtillus (Vaccinium arctostaphylos, Vaccinium cylindraceum, Vaccinium padifolium…)
  - Sect.Myrtillus (Vaccinium myrtillus, Vaccinium parvifolium, Vaccinium praestans…)
  - Sect.Neurodesia
  - Sect.Oarianthe
  - Sect.Oreades
  - Sect.Pachyanthum
  - Sect.Polycodium (Vaccinium stamineum…)
  - Sect.Pyxothamnus (Vaccinium ovatum…)
  - Sect.Vaccinium (Vaccinium uliginosumтиповий…)
  - Sect.Vitis-idaea (Vaccinium vitis-idaea…)

### Найвідоміші види
Рід, згідно з сучасними уявленнями, ділиться на два підроду — Журавлина (Oxycoccus) та власне Вакциніум (Vaccinium).

#### Підрід Журавлина
Підрід Журавлина (Vacciniumsubgen.Oxycoccus) — рослини з гнучкими повзучими недерев'яніючими пагонами; квітки — з відігнутими пелюстками. Раніше цей підрід зазвичай розглядався як самостійний рід Oxycoccus Hill (1756) .
- Vaccinium macrocarpon Aiton (1789) — Журавлина великоплідна, або Журавлина американська. [syn.  Oxycoccus macrocarpos (Aiton) Pers. (1805)]. Рослина родом з Північної Америки, яке вирощують в комерційних цілях заради щодо великих червоних плодів[8].
- Vaccinium oxycoccos L. (1753) — Журавлина звичайна. [syn.  Oxycoccus palustris Pers. (1805) — Журавлина болотяна, або Журавлина звичайна]. [syn.  Oxycoccus quadripetalus Gilib. (1782) — Журавлина чотирипелюсткова]. Євразійський вид. Сланкі кустарнички з тонкими стеблами, дрібним, знизу білим листям, чотирироздільним віночком та їстівними темно-червоними ягодами. Іноді рослини цього виду утворюють великі зарості на сфагнових та торф'яних болотах[10][7]. Ягоди збирають для використання в переробленому вигляді.
- Vaccinium microcarpum (Turcz. ex Rupr.) Schmalh. (1871) — Журавлина дрібноплода [syn.  Oxycoccus microcarpus Turcz. ex Rupr. (1845)]. Євразійський вид з дрібнішими, ніж у журавлини болотяної, листками та плодами[11]. Назва Vaccinium microcarpum (Turcz. ex Rupr.) Schmalh. (1871) у міжнародних ботанічних базах даних нерідко входить в синоніміку виду Vaccinium oxycoccos L. (1753)[21], але в російській ботанічній літературі цей вид досі (2009) розглядається як самостійний[10].
- Vaccinium erythrocarpum Michx. (1803) — Вакциніум червоноплодий. [syn.  Oxycoccus erythrocarpus Pers. (1805)]. Вид, поширений у горах на південному сході США, а також в Східної Азії. Англійські назви рослини — southern mountain cranberry («південна гірська журавлина»),bearberry («ведмежа ягода») і arando. Чагарник висотою до півтора метра, що росте в затінених місцях; ягоди темно-червоні, прозорі, з дуже приємним запахом, їстівні, використовуються в сирому та переробленому вигляді[22].

#### Підрід Вакциніум
Підрід Вакциніум (Vacciniumsubgen.Vaccinium) — всі інші види; пагони тонкі, прямостоячі, дерев'яніючі, з дзвоникуватими квітами.
- Vaccinium angustifolium Aiton (1789) — вакциніум вузьколистий. листопадний чагарник зі США та Канади. Заввишки та шириною до 60 см. Гілки червонуваті; листя супротивне, ланцетне, по краях дрібноопилчасте, до 2 см завдовжки. Квітки білі, плоди блакитно-чорні, завширшки до 1,5 см.
- Vaccinium arboreum Marshall (1785) — вакциніум деревоподібний. Листопадний або напіввічнозелений чагарник, іноді виростає до розміру невеликого дерева. Зустрічається в США та в Канаді. Листя довжиною до 5 см, знизу опушене. Ягоди для людини неїстівні; поїдаються птахами[8].
- Vaccinium arctostaphylos L. (1753) — Чорниця кавказька. Листопадний чагарник або невелике дерево заввишки до 3 м з їстівними плодами. Росте на Кавказі, в Ірані, Туреччини, Болгарії. Єдиний з третинних реліктових видів, що колись росли на території колишнього СРСР[7].
- Vaccinium corymbosum L. (1753) Вакциніум щитковий, Чорниця високоросла або Чорниця щиткова. Листопадний вид з Північної Америки висотою до 2 м з блідо-рожевими квітками. Рослину вирощують заради чорно-синіх їстівних плодів діаметром до 2,5 см (врожайність — до 10 кг з куща), причому не лише на присадибних ділянках, але і на промислових плантаціях. Восени листя стає червоними. Є багато культурних сортів[8][9].
- Vaccinium cylindraceum Sm. (1817) — Вакциніум циліндричний, або Ягідник циліндричний. Вічнозелений чагарник висотою до 3 м родом з Азорських островів. Квіткові бруньки червоні, квітки — бліді жовтувато-зелені. Ягоди синьо-чорні, циліндричні[8][9].
- Vaccinium glaucoalbum Hook.f. ex C.B.Clarke (1882) — Вакциніум сизо-білий, або Ягідник сизо-білий. Вічнозелений чагарник родом з Гімалаїв висотою до 1,5 м. Листя велике овально-загострене, зверху зелене, знизу — біле з синюватим відтінком (звідси назва). Квітки біло-рожеві, ягоди чорні, їстівні[8].
- Vaccinium laurifolium Miq. (1859) — Чорниця лавролиста. Напівепіфіт. Листя майже супротивне, шкірясте, по краях іржаве, залозисте, еліптичне. Квітки дрібні, зеленого кольору, без пелюсток. Плоди округлі, темно-червоні[7]. Зустрічається в Індонезії та Малайзії.
- Vaccinium myrtillus L. (1753) — Чорниця, або Чорниця звичайна, або Чорниця миртолиста. Листопадний чагарничок висотою до 60 см із зеленим стеблом, який дерев'яніє лише знизу, одиночними квітками з п'ятичленним віночком білого, рожевого або червоного кольору та їстівними плодами синювато-чорного кольору; рослина поширена як у Євразії, так і в Північній Америці; росте у хвойних та змішаних лісах, у тундрі та на високогір'ях. Ягоди збирають для використання в сирому та переробленому вигляді. Ягоди та листя використовуються в медицині[8][10][7].
- Vaccinium nummularia Hook.f. & Thomson ex C.B.Clarke (1882) — Вакциніум монетчастий. Вічнозелений чагарничок висотою до 30 см з колючими коричневими стеблами та дрібними округлими колючими листками; родом з Гімалаїв. іноді вирощується в альпінаріях[9].
- Vaccinium ovatum Pursh (1814) — Вакциніум яйцеподібний, або Вакциніум овальнолистий, або Ягідник яйцеподібний. Вічнозелений густий чагарник, що росте на заході США та Канади; висотою до 4 м і шириною до 3 м. Листя овальне, у молодому віці бронзового кольору. Квітки білі або рожеві; ягоди червоні, потім синьо-чорні, їстівні. Рослина високо цінується флористами, оскільки в зрізаному вигляді може довго стояти у воді (з цієї причини рослина була майже винищена в природі) [8].
- Vaccinium padifolium Sm. (1817) — Чорниця черемхолиста. Третинний реліктовий вид, близький до чорниці кавказької; зустрічається на острові Мадейра[7].
- Vaccinium parvifolium Sm. (1817) — Вакциніум дрібнолистий, або Лохина дрібнолиста. Кущі заввишки до чотирьох метрів з червоними ягодами, через які рослину називають також «червоною чорницею». Ареал виду — тихоокеанське узбережжя Північної Америки від Аляски до Каліфорнії.
- Vaccinium praestans Lamb. (1811) — Вакциніум чудовий. Чагарничок, що росте на Далекому Сході, в Японії. Стебло майже горизонтальне, піднімається з моху не більше ніж на 10 см; листя до 6 см завдовжки, з шипиками. Квітки блідо-жовті; ягоди червоні, до 1 см в діаметрі; сік з них використовується як лікарський засіб.
- Vaccinium reticulatum — Вакциніум сітчастий. Листопадний чагарник, ендемік Гавайських островів; зустрічається у високогірних районах на висоті до 3700 м, поширений на островах Мауї і Гаваї. Ягоди їстівні, використовуються місцевим населенням.
- Vaccinium stamineum L. (1753) — Чорниця тичинкова. Рослина з Північної Америки висотою до одного метра; ягоди червонуваті. Англійська загальновживана назва рослини — deerberry (оленяча ягода). Зустрічається в Мексиці, США та Канаді.
- Vaccinium uliginosum L. (1753) типовий — Буяхи, або Лохина, або Лохина болотяна, або Лохина болотна, або Лохина низькоросла. Морозостійкий листопадний чагарник висотою до одного метра зі стеблом, яке, на відміну від чорниці, дерев'яніє майже до верхівки. Зустрічається у всіх регіонах Північної півкулі з помірним та холодним кліматом. Листя завдовжки до 3 см, квітки з п'ятизубчастим білим або рожевим віночком, плоди сині, з сизим нальотом, довжиною до 1,2 см, їстівні. Один кущ може жити до ста років[10][7]. Ягоди збирають для використання в сирому та переробленому вигляді.
- Vaccinium vacciniaceum (Roxb.) Sleumer (1941) — Вакциніум розсічений . Епіфітний вічнозелений чагарник висотою до півметра з Гімалаїв, Індії, Непалу. Листя довжиною до 5 см, вузьке, краї зубчасті. В суцвіттях — до двадцяти квіток.
- Vaccinium vitis-idaea L. (1753) — Брусниця, або Брусниця звичайна. Чагарничок висотою до 40 см; широко розповсюджений в лісовій зоні і тундрі Північної півкулі, зокрема на Поліссі та в Карпатах. Листя блискуче, з загнутими вниз краями; віночок чотиризубчастий; плоди червоні, їстівні, з високими смаковими якостями; ягоди та листя використовуються в медицині. На відміну від багатьох інших європейських видів вакциніума, брусниця — вічнозелена рослина[8][10][7]. Ягоди збирають для використання в сирому та переробленому вигляді.

## Цікаві факти
- В Англії існує повір'я, що можна накликати біду, якщо збирати ягоди чорниці після 11 жовтня: вважається, нібито саме в цей день диявол плює на ягоди чорниці, і той, хто їх з'їсть, буде споганений[23].
- В 1964 році в СРСР була випущена серія поштових марок із зображенням лісових ягід, серед яких було три марки, присвячені рослинам з роду Вакциніум: журавлині (ЦФА № 3132), чорниці (ЦФА № 3133) і брусниці (ЦФА № 3136).

|  |  |  |